# Wolna sobota (PRL)
Wolna sobota – w okresie PRL-u sobota będąca dniem wolnym od pracy, wprowadzonym w ówcześnie obowiązującym 6-dniowym tygodniu pracy.

## Historia
Wolne soboty były wprowadzane na podstawie dekretów Rady Państwa z 1972 i 1973 roku stopniowo, początkowo (w 1973) dwa razy w roku (za odpracowaniem), następnie sześć w 1974; poczynając od 1975 roku było to 12 dni w roku, potem dwie i trzy soboty miesięcznie.
Pierwszą wolną sobotą był dzień 21 lipca 1973 roku (przed przypadającym nazajutrz Narodowym Świętem Odrodzenia Polski).
Wolnych sobót dotyczył ostatni z 21 postulatów w sierpniu 1980. W zawartych porozumieniach gdańskich władze wyraziły zgodę na wprowadzenie wszystkich sobót wolnych od pracy. Podobne uzgodnienie zawarto w porozumieniach w Jastrzębiu, przy czym dookreślono, że ma to się stać od 1 stycznia 1981.
Na początku 1981 roku wprowadzono zasadę, która stanowiła, że co druga sobota była wolna. Nie dotrzymano zatem porozumień ze strajkującymi, które gwarantowały wszystkie soboty wolne. Następne porozumienie, z 30 stycznia 1981 r., mówiło o tym, że trzy soboty w miesiącu miały być wolne.